# Typopeltis sinensis
Espèce
Synonymes
- Thelyphonus sinensis Butler, 1872
- Thelyphonus niger Tarnani, 1894
- Typopeltis niger (Tarnani, 1894)

Typopeltis sinensis est une espèce d'uropyges de la famille des Thelyphonidae.

## Distribution
Cette espèce est endémique de Chine. Elle se rencontre au Jiangsu et à Hong Kong.

## Étymologie
Son nom d'espèce, composé de sin[a] et du suffixe latin -ensis, « qui vit dans, qui habite », lui a été donné en référence au lieu de sa découverte, la Chine.

## Publication originale
- Butler, 1872 : A monograph of the genus Thelyphonus. Annals and Magazine of Natural History, sér. 4, vol. 10, p. 200–206 (texte intégral).